# フルク3世 (アンジュー伯)
フルク3世・ダンジュー（Foulques III d'Anjou、965/70年 - 1040年6月21日）は、アンジュー伯。フルク・ネラ（Foulques Nerra、Nerraとは「黒」のこと。彼の顔色が黒かったため）の別名で知られる。

## 生涯
フルク3世は、ジョフロワ1世とアデール・ド・モーの子として、アンジェルジェ家に生まれた。フルク・ネラが新たにアンジュー伯を継承したとき、彼は生まれながらの暴力的な気質と並々ならぬ活力を持っていた。歴史家アシル・リュシェール（fr）の言い回しによると、『中世で最も波乱万丈な戦士の一人』である。
彼はしばしば残酷であったが、罪を犯す度に相応の自責・後悔の念に苛まれた。彼は自らの罪を洗い流し贖罪を行うため、自らの領内の修道院を増やし、3度聖地へわたった（1002年、1008年、1038年）。
実際に彼は、姦通をはたらいたとして妻を火刑に処した数日後に起きた、アンジェ大火の背後にいたことでとりわけ非難されている。フルク・ネラは、民衆の憎しみと己の良心の呵責から追及されていた。彼の復讐または野心の犠牲になった、多くの犠牲者たちが夜になると墓から出てきて彼の眠りを妨害し、彼の野蛮さを責めているような気がしていたのだ。
最後にエルサレムへ巡礼した際、フルク・ネラはシャツを身にまとわずに聖墳墓の前へ進み悔い改め、2人の従者たちが主人が命じたとおりに唱えた。
『主よ、あなたを裏切り、あなたを否定したこの悪しきアンジュー伯フルクを受け入れたまえ。改悛した我が魂よ、イエス・キリストを見よ』
エルサレムにおいてアンジュー伯が行った巡礼は、彼の死後に記された年代記において彼にAncienそしてJérosolomitainの別称を与えた。

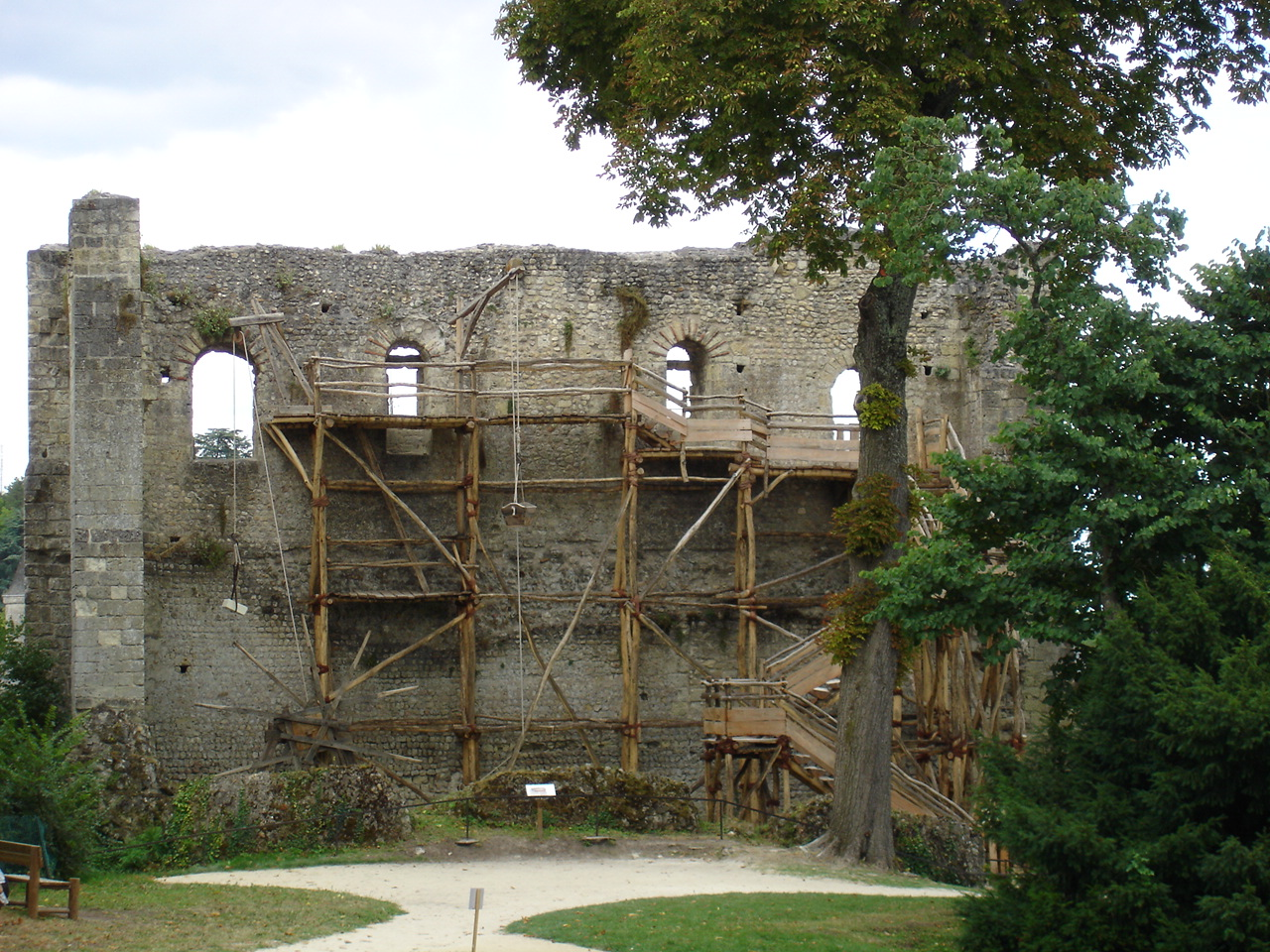
ランジェ城のダンジョン

西方においては、彼は義兄のブルターニュおよびレンヌ伯コナン1世（姉エルマンガルドの夫）と敵対し、992年6月27日に起きたコンクルイユの戦いでコナン1世を敗死させた。この勝利でメーヌとトゥーレーヌを占領し、家臣であるトゥアール子爵をナントに置いた。彼はノルマンディー公リシャール2世とも戦っている。
1001年頃、モンソローの要塞を手に入れた時、彼は要塞を自らの最も忠実な家臣ゴーティエ・ド・モンソローに委託するのではなく、与えることに決め、よってアンジュー最初の領地が誕生した。この政治的・戦略的決定は、領土に対するより効果的な防衛を確実なものにした。モンソローの要塞は引き継がれなかった。
彼は自分の領地をポワトゥーを犠牲にして拡大し、モージュ地方を征服し、1005年にモントルヴォーの城を建設した。
東方において第一の敵は、ブロワ伯ウード2世だった。しかし、カペー家の王との同盟関係によって彼はブロワ伯に対して優位に立った。1016年7月6日のポントルヴォワの戦いでフルク・ネラは勝者となった。彼はそれから、広大な領地の守りを、自らの大将でアンジューのセネシャルに命じたリゾワ・ダンボワーズに任せた。
彼は統治期間の間、常にブルトン人、ブロワ伯と戦い、ヴァンドームからシャトー＝ゴンティエ、ロシュ、モンバゾン、ランジェ、モントリシャールを経由してアンジェまで広がる伯領を守った。
モントレゾールの中世の城を含む100か所以上の城、ダンジョン、修道院の建設は彼の責任に負うものである。
1007年、フルク・ネラはボーリュー・レ・ロシュ修道院を創設した。アンジュー伯はまた、994年に要塞であるランジェのダンジョンを建てた。この遺構は現在もランジェ城内に残る。また、アンジェのサン・ニコラ池は、1000年頃に彼が掘らせたものである。
ラ・マルシュ伯アダルベール1世とともに、990年にフルク・ネラは初めてトゥールを征服した。それにもかかわらず、同じ年にトゥール住民の反乱が起き、街から追い出されている。町を包囲した後の997年、アンジュー伯とその軍勢は、トゥーレーヌの首都を新たに覆いつくした。
1030年代後半、ブロワ伯ウード2世の死後、シノンの町はアンジュー伯に順番に奪取された。しかしながら、この占領は短期間に終わった。彼の息子ジョフロワは、1044年にトゥールとシノンの奪還に成功した。

### 結婚と子女
フルク・ネラの最初の結婚相手は、ユーグ大公の忠臣ヴァンドーム・パリ伯ブシャール1世の娘エリザベート・ド・ヴァンドームであった。この婚姻により、義父ブシャール1世とフルク3世は共通の敵ブロワ伯を倒すための同盟を結んだ。エリザベートとの間に以下1女もうけた。
- アデール - 母方のおじヴァンドーム伯ルノー司教（? - 1017年）の死後、ヴァンドームの正統相続人となる。ヌヴェール家のボドンと結婚し、以降ヴァンドームはヌヴェール家領となる。

いくつかの文献によれば、最初の妻エリザベートはフルク・ネラの後継者になる男子を生まなかった。そのため彼女は姦通罪で告発され、不平等な裁判で裁かれ、火刑を宣告された。エリザベートにウエディングドレスを着せてアンジェの民衆の前で生身の彼女を焼いたと伝えられる。別の説では、1000年頃に発生したアンジェ大火で彼女は焼死したという 。しかし、後者の説はアンジェのサントーバン年代記に記述がされているが、疑いの余地がある。
1001年、イルドガルド・ド・オート＝ロレーヌ・ド・スンゴーと再婚した。イルドガルドはロタリンギア出身であり王家の子孫であることは1028年に創設されたノートル・ダム・ド・ラ・シャリテ修道院の写本（証拠となる唯一の書物）にて証明されている。フルク・ネラとイルドガルドの間には以下2子が生まれた。
- ジョフロワ2世（1006年 - 1060年）
- エルマンガルド=ブランシュ（1018年 - 1076年） - ガティネ伯ジョフロワ2世と結婚。その後ブルゴーニュ公ロベール1世と再婚。

### 死
最後のパレスチナ旅行から戻ると、フルク・ネラはメスで死んだ。遺体はボーリュー・レ・ロシュ修道院に埋葬された。1870年7月9日、修道院で発掘調査が行われ、考古学者が頭蓋骨と一部の骨を含む墓を発掘した。これはフルク・ネラのものとみなされた。修道院の翼廊南側で考古学調査が行われた後、2007年に再び墓が開かれた。ピティエ・サルペトリエール病院で行われた鑑定では、1870年に発見された遺体はアンジュー伯のものではないと結論付けられた。
フルク・ネラは、『アンジュー伯年代記』において引用されている。この年代記はフルク4世の依頼により、アンジューの修道士が1100年から1140年にかけて記した。

### 建設者
フルク・ネラは、アンジュー、トゥーレーヌ、ポワトゥーのいたるところで、圧倒的な数の建設を行い自らの国土を防衛することに人生を費やした。彼はロシュ、ランジェ、モンバゾン、モントレゾール、サンブランセに要塞を、そして修道院までも建てた。我々が今日も遠くから見ることができる、高さ約30mの正方形のダンジョンで有名である。モントリシャール、ヴィラントロワ、ルーダン、モンコントゥール、ブリサック、ボージェ、デュルタル、シャトー＝ゴンティエの各城を建てたのも彼である。彼はアンジェのサン・ニコラ教会、ロンスレ修道院、ブレゾンのサントーバン教会も建設した。